# Sada Kaur
Sada Kaur eller Sardarni Sada Kaur, född 1762, död 1832, var regerande drottning (egentligen hövding) av Kanhaiya Misl mellan 1789 och 1821.  Hon beskrivs som intelligent och ambitiös och var en av grundarna av Sikh-imperiet år 1799.

## Biografi
Sada Kaur var dotter till Sardar Daswandha Singh Dhaliwal. Hon giftes vid sex års ålder med den sjuåriga prins Gurbaksh Singh Kanhaiya, tronarvinge till Jai Singh Kanhaiya, hövding av Kanhaiya Misl. Kanhaiya Misl var en av de många Sikh-furstendömena eller hövdingadömena i Punjap. Hon fick en dotter, född 1782.
Sada Kaurs make Gurbaksh Singh avled i slaget vid Batala 1785. Samma år arrangerade hon och hennes svärfar hennes dotters giftermål med Ranjit Singh. När hennes svärfar avled år 1789 tog Sada Kaur makten över Kanhaiya Misl och dess 8000 kavallerisoldater. 1792 utropades hennes svärson Ranjit Singh till hövding i furstendömet Sukerchakia Misl, och Sada Kaur blev då hans ställföreträdande regent i detta furstendöme. Hon använde då båda furstendömen för att stödja sin svärsons anspråk.
År 1799 erbjöd folket i Lahore henne och hennes svärson att avsätta deras impopulära styre. 7 juli 1799 attackerade Ranjit Singh och Sada Kaur Lahore med 25 000 soldater. Lahore öppnade portarna, och Ranjit inträdde i staden genom Lohari-porten och Sada Kaur genom Delhi-porten. Därmed grundades Sikh-imperiet; två år senare, 1801, grundades det formellt då Sada Kaur utropade Ranjit Singh till kung av Lahore.
Sada Kaur blev själv inte regerande drottning i Sikh-imperiet, men fortsatte att regera sitt eget furstendöme Kanhaiya Misl i tjugo år till. Allteftersom försämrades hennes relation till Ranjit Singh, som gradvis förminskade hennes politiska manöverutrymme, och 1821 avsatte han henne, konfiskerade hennes egendom och lät fängsla henne i Lahore, där hon dog 1832. 